# 이지솔
이지솔(李志率, 1999년 7월 9일 ~ )은 대한민국의 축구 선수로 포지션은 센터백이며 현재 K리그1 수원 FC 소속이다.

## 클럽 경력
이지솔은 매탄중학교 재학 시절 주승진 감독의 지도를 받으며 기량을 키워오며 2014년 중학리그에서 안정된 수비력으로 팀을 왕중왕전과 오룡기 3연패로 이끌었고, 언남고등학교 입학 후 참가한 첫 전국대회에서는 언남고를 준결승으로 이끄는데 지대한 역할을 했다.
언남고등학교를 졸업하고 2018년 대전 시티즌에 자유 선발로 입단하며 프로 무대에 입문하였다. 프로 첫 해는 4경기에 출전했다. 2019년 3월 10일 열린 전남 드래곤즈와의 경기에서 K리그 데뷔골을 기록했다.
2022 시즌을 앞두고 제주 유나이티드에 입단했다.

## 국가대표 경력
2016년 히로시마 U-18 국제 청소년 축구대회에 참가하는 U-17 대표팀에 선발되며 처음 국가대표가 되었고, 산프레체 히로시마전에서 데뷔전을 치렀으며, 이후 U-17 이스라엘 4개국 친선대회 대표팀에 승선하여 세르비아전과 이스라엘과의 3위 결정전에 출전했으며, 특히 이스라엘전에서는 멀티골을 기록하였다.
2018년 4월 수원 JS컵에 참가하는 U-20 대표팀에 승선하였다.
2019년 FIFA U-20 월드컵 최종명단에 포함되었다. U-20월드컵 8강전 세네갈과의 경기에서 1-2로 밀리고 있던 후반 종료 직전 헤딩골을 기록해 승부를 연장으로 끌고갔다. 이후 승부차기 끝에 대한민국 U-20 축구 국가대표팀은 준결승전에 진출하게 되었다.

## 수상

### 팀
- FIFA U-20 월드컵 준우승: 2019